# Deimos (mitologia)
Deimos, Deimo (in greco antico: Δεῖμος?, Dêimos) o anche Demo o Dimo è una figura della mitologia greca, è la divinizzazione del terrore che suscita la guerra.
Figlio di Ares, dio della guerra, e di Afrodite, dea della bellezza, accompagnava il padre in battaglia assieme al fratello Fobos (la Paura) e alla dea Enio. Secondo alcuni miti, Fobos e Deimos erano aurighi.
Nel De natura deorum Cicerone lo pone tra i figli (al pari degli altri demoni) di Erebo e di Notte; Virgilio lo annovera invece tra i figli di Etere e Gea (o Gaia).
Nella mitologia romana Deimos  è identificato con Fuga, e a volte chiamato anche Metus, Formido, Timor o Pavor.

## In astronomia
Quando, nel 1877, Asaph Hall scoprì le lune di Marte le chiamò Fobos e Deimos.

## Nella cultura di massa
Un personaggio di nome Deimos appare anche nel videogioco God of War: Ghost of Sparta, nonostante in tale opera egli venga presentato come fratello di Kratos.
Inoltre compare nell'undicesimo capitolo del franchise Assassin's Creed, rappresentato come fratello/sorella del protagonista in base al personaggio scelto, oltre a essere membro della Setta di Cosmos.
Nel manga e nell'anime Sailor Moon uno dei due Corvi di Rea, Sailor Mars, si chiama Deimos, mentre l'altro Phobos.